# Artemas Ward

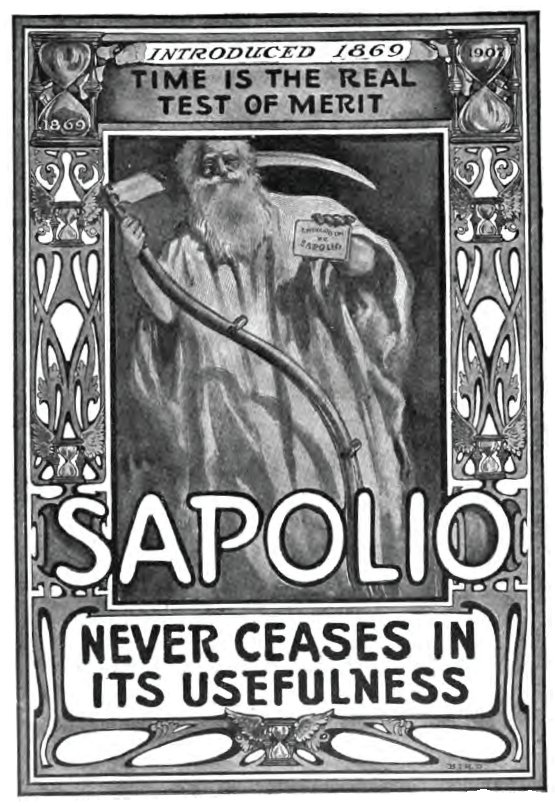
Anúncio do sabão Sapolio (1907).

Artemas Ward (New York, 28 de Maio de 1848 – New York, 14 de Março de 1925) foi um escritor, publicista, filantropo e executivo norte-americano que se notabilizou como pioneiro no campo da publicidade, nomeadamente pela introdução em massa de painéis publicitários nos transportes públicos. Foi director executivo do departamento publicitário da marca de sabões Sapolio, pioneira na publicidade dirigida ao grande público. É autor de várias biografias e de obras diversas, entre as quais The Grocer's Encyclopedia. Era bisneto do major-general e político Artemas Ward que se notabilizou no período da Guerra da Independência dos Estados Unidos.

## Biografia
Artemas Ward nasceu na cidade de Nova York, filho de Henry Dana, membro do clero da Igreja Episcopal e director de uma escola particular, e de Charlotte Galbraith. Era bisneto de Artemas Ward, major-general do Exército Continental durante a Guerra da Independência Americana e depois membro destacado do Congresso dos Estados Unidos.
Atemas Ward cresceu e foi educado em New York City. Aos quinze anos de idade começou a trabalhar em 1863 como servente no hospício dos soldados veteranos do Estado de Nova Iorque (New York State Soldiers’ Depot), uma instituição que recebia e tratava soldados que retornavam da Guerra Civil Americana. Terminada a guerra, mudou-se para a Filadélfia e empregou-se na empresa de importação/exportação Isaac Hough & Company, que se dedicava ao comércio com Cuba. Em 1872 casou em Filadélfia com Rebecca Robinson, de quem teve um filho, Artemas Ward Jr.
Dotado de talento para a escrita, em 1874, Ward fundou o Philadelphia Grocer, um periódico dedicado à informação comercial e à publicidade, de que era editor e director. O seu desempenho no campo da publicidade atraiu a atenção dos executivos da Enoch Morgan Sons' Co., a empresa fabricante dos sabões da marca Sapolio, que em 1885 o contrataram para gerente de publicidade empresa.
A abordagem pioneira de Ward à moderna publicidade de massas, em particular a utilização de painéis publicitários nas carruagens e estações do metropolitano e de outros transportes públicos e a mistura de publicidade com entretenimento, rapidamente fizeram da marca Sapolio um nome familiar. Ao associar o nome do produto a uma uma cena fantástica, usando poemas inteligentes, legendas e textos interessantes e divertidos para elogiar o produto, conseguiu misturar promoção com diversão, cativando assim a atenção do público e entrando no memória colectiva. Passado mais de um século, os anúncios de Sapolio em revistas e jornais continuam itens de coleccionador e exemplos de anúncios eficazes.
Em 1892, Ward conseguiu a sua maior façanha publicitária ao enviar o capitão William Albert Andrews, um marinheiro experiente e construtor de pianos, numa viagem transatlântica de Atlantic City a Palos de la Frontera, Espanha, navegando solitário num minúsculo barco de lona de quatorze pés de comprimento chamado Sapolio. A viagem, com escala em Angra do Heroísmo, nos Açores, iniciou-se a 20 de julho daquele ano com chegada a Palos a tempo de participar nos festejos que assinalaram os 400 anos da partida de Cristóvão Colombo, que daquele porto saíra para a descoberta do Novo Mundo. A embarcação figurou na Exposição Universal de Chicago, realizada em 1893.
Em 1899 Ward lançou a revista Fame, uma publicação destinada a anunciantes, e lançou a sua própria empresa de publicidade, tendo adquirido para ela o exclusivo da utilização dos painéis dos veículos e estações da New York Elevated and Interborough Rapid Transit e da Brooklyn Transit Authority, os principais operadores de transportes públicos da cidade de New York. A concessão incluía, para além dos privilégios de publicidade nos carros elevados e de superfície daquelas entidades, o exclusivo da operação das máquinas de venda das estações e das bancas de jornal ali existentes, o que o levou a adquirir fábricas de chocolates e de gomas.
A partir de 1910 deixou as suas funções na promoção dos sabões Sapolio e dedicou-se em exclusivo às suas empresas. Em 1911 publicou a sua mais importante obra, The Grocer's Encyclopedia, uma edição largada e melhorada da sua obra The Grocer's Handbook, publicada em 1882. A obra é uma verdadeira enciclopédia especializada nos produtos de mercearia, descrevendo detalhadamente uma grande gama de produtos alimentares e o seu uso culinário, incluindo um dicionário de termos relacionados com o comércio alimentar nas principais línguas europeias.
Nos anos seguintes dedicou-se ao investimento em diversos negócios, tendo sido proprietário da King Motor Car Company de Detroit, de uma grande exploração de vacas leiteiras em Orange County, Nova York, de milhares de hectares de terra no condado de Westchester e em New Jersey, de um pomar de maçãs na Virgínia e de muitos outros empreendimentos.
Interessado na história norte-americana, em 1921 publicou uma biografia do seu bisavô, intitulada The Life of Artemas Ward, the First Commander-in-Chief of the American Revolution (A vida de Artemas Ward, o primeiro comandante-em-chefe da Revolução Americana), e em 1925 uma história genealógica da sua família, a qual entronca em William Ward, o fundador das cidades de Sudbury e Marlborough, Massachusetts, intitulada The William Ward Genealogy. 
Ao longo da sua Ward dedicou parte da sua fortuna à filantropia. Legou valiosos manuscritos históricos à Massachusetts Historical Society (Sociedade Histórica de Massachusetts), e por sua morte deixou à Universidade de Harvard propriedade no valor de vários milhões de dólares que constituíra o General Artemas Ward Memorial Fund, um fundo de apoio à investigação assim denominado em memoria do seu bisavô.
Foi incluído no Advertising Hall of Fame em 1975.